# ヴィッラ・リテルノ駅
ヴィッラ・リテルノ駅（伊: La stazione di Villa Literno）は、 イタリア共和国カゼルタ県ヴィッラ・リテルノにある鉄道駅。ローマとナポリを結ぶ高速鉄道線（ディレッティッシマ）上にあり、ナポリ通過線の起点である。
ナポリ市西方のヴィッラ・リテルノ市にあるこの駅は、ディレッティッシマとナポリ通過線が接続するために乗降客も多い。この駅の南で、ディレッティッシマは東のアヴェルサ方面へ進路を変え、ナポリ通過線は南のポッツオーリ方面へと直進する。
ナポリ通過線は、ナポリ中心部付近でナポリ地下鉄2号線と併用され、ジャントゥルコ駅でナポリ＝サレルノ線と接続する。この駅には、ローマからナポリを経由しサレルノまで運行する列車が停車する。

## 施設
駅に配下の施設がある:
- 切符売場
- 地下道